# Liget (stan emocjonalny)
Liget – stan emocjonalny odczuwany głównie podczas odcinania głów (ang. headhunting) przez członków plemienia Ilongotów, mieszkańców północnego Luzonu, wyspy należącej do archipelagu Filipin.

## Studia nad plemieniem Ilongotów
Pojęcie to było rozpatrywane przez badaczkę Michelle Rosaldo (1944–1981) w wielu kontekstach społecznych pojawiających się w trakcie codziennego życia plemienia. Z powodu braku możliwości odniesienia terminu liget do kultury zachodniej oraz różnorodność znaczeń, pojawiły się trudności z jego tłumaczeniem. Rosaldo podejmując próbę interpretacji słowa liget wskazała na następujące znaczenia: „pasja”, „energia”, „twardość”, „porywczość”, „aspiracje”, „zdrowie”, „intensywność”, „entuzjazm”, „pragnienie”, „niezadowolenie”, „inspiracja”, „konkurencyjność”, „ambicja”, „wytrwałość”, „odwaga”, „siła”, „męstwo”. Jednocześnie zaznaczyła obecność tego terminu wśród metafor i skryptów dotyczących zwykłych życiowych sytuacji, tj. pracy, polowania, łączenia się w pary.
Biorąc pod uwagę powyższą listę, w odniesieniu do kontekstu sytuacji liget można być, można mieć i można odczuwać.
Spośród wszystkich sytuacji życiowych największe znaczenie Ilongoci przywiązują do aktu ścinania głów, w którym wyraża się witalność – bardzo ceniona przez członków plemienia i związana z poczuciem tożsamości oraz wspólnoty. Dokonanie tego czynu przez młodego członka plemienia świadczy o jego pełnej dorosłości i niezależności oraz gwarantuje mu szacunek otoczenia i podwyższa poczucie własnej wartości. Przez starszych członków plemienia przeżywany w akcie ścinana głowy liget uznawany jest za kontynuację życia, które zanika w nich wraz z biegiem czasu. Takie pojmowanie tego przeżycia nawiązuje do podtrzymywania witalności całej społeczności Ilongotów, którzy uznają, że strata życia jednostki może być odwołalna i zastąpiona czymś innym. W związku z tym zabójstwo nie przywraca do życia utraconej jednostki, ale doświadczany w momencie dokonywania zbrodni liget przywraca żywotność zabójcy, a społeczeństwu – utraconą witalność spowodowaną śmiercią innych.